# Марі-Жозе Та Лу-Сміт
Гонезі Марі-Жозе Домінік Та Лу-Сміт (англ. Gonezie Marie Josée Dominique Ta Lou-Smith) (нар. 18 листопада 1988) — івуарійська легкоатлетка, яка спеціалізується в спринті, багаторазова чемпіонка та призерка світових та континентальних першостей у спринтерських дисциплінах, рекордсменка Кот-д'Івуару.
На чемпіонаті світу-2019 спортсменка здобула «бронзу» в бігу на 100 метрів .

## Виступи на Олімпіадах
| Олімпіада | Дисципліна | Місце |
| --------- | ---------- | ----- |
| 2016 Ріо  | 100 метрів | 4     |
| 2016 Ріо  | 200 метрів | 4     |